# Esperanza d'Ors
Esperanza d'Ors és una escultora i estudiosa de l'art espanyola, nascuda a Madrid el 8 de desembre de l'any 1949.
Neta d'Eugeni d'Ors, es llicencià en Literatura Hispànica per la Universitat Complutense de Madrid i realitza treballs per conegudes publicacions com Rialp, Sarpe i les revistes Marie Claire i La Actualidad Española (on ha escrit crítiques d'art). Inicialment es dedica a la docència, treballant com a professora de Moviments Artístics Contemporanis a la Facultat de Ciències de la Informació de Navarra de 1973 a 1977.
A partir de l'any 1981, després d'assistir a un taller d'escultura impartit pel seu germà Alfonso d'Ors, el “Taller Fomento”, comença a dedicar-se íntegrament l'activitat artística. Segueix la seva formació artística a l'Escola de Ceràmica de Madrid.
Es pot definir la seva obra com dins d'un classicisme estètic i temàtic. Té una clara predilecció per la representació de la figura femenina, generalment Afrodites, les quals poden estar inspirades tant en l'escultura arcaica com en altres autors avantguardistes com:  Manolo Hugué, Josep Clarà o Marino Marini.
A finals dels vuitanta comença amb un nou format d'escultures, passant de les obres de petites dimensions a figures d'una gran grandària, encara que aquest canvi no va suposar un abandó de la seva anterior temàtica. Pel que fa als materials emprats per a aquestes noves escultures, utilitza una barreja de polièster i de pols de marbre. Són exemples d'aquesta etapa els homenatges a  Kolbe o Marino Marini.
L'any 1991 s'inspira en el Mite d'Ícar per a la realització una sèrie d'escultures, novament de grans dimensions, de llautó, en què fa ús de nous materials com ara l'acer, la tela metàl·lica i el color, mostrant un gran interès per la simplificació, puresa i depuració dels elements barrocs, de manera que arriba a una iconografia pròpia que caracteritza la seva obra com a mínim fins a l'entrada del segle xxi.
A 1992 és premiada amb la Medalla d'Or en Escultura a la Biennal d'Alexandria (Egipte); això la va portar dos anys després, a fer un "homenatge" a aquesta ciutat a través d'una relectura dels relleus alexandrins i del mític i desaparegut Far d'Alexandria, com a record de l'esmentat premi.
Les seves escultures són fàcilment identificables, i formen part del patrimoni públic de ciutats espanyoles com Lleó, Oviedo o Madrid.

## Activitat artística

### Exposicions individuals
- 1981: “El pequeño hombre en el pódium”. Alençon. Madrid[2][1]
- 1985: “Circe y las sirenas”. Gamarra y Garrigues. Madrid.[2][1]
- 1989: “Afroditas”. Yerba-Carlos Enrich. Barcelona.[2][1]
- 1990: “Afroditas II”. Nine Arts. Amberes.[2][1]
- 1991: “Los laberintos de Ícaro”. Albatros. Madrid.[2][1] Galería Maese Nicolás, León[1]
- 1993: “Homenaje al Greco”. Museo Santa Cruz. Toledo.[2][1]
- 1995: “Prometeo, no debiste traer el fuego”. Buades. Madrid. “No mueren los dioses”. Mercado del Pescado. Oviedo.[2][1]
- 1996: “Let's dance”. Tiempos Modernos. Madrid.[2] “Afroditas, Ícaros y Prometeos”. Bores y Mallo. Cáceres.[2] Antiguo Mercado del Pescado de Trascorrales, Oviedo[1]
- 1997: “El tiempo y los mitos”. Colegio Arquitectos. Badajoz.[2]
- 1998: “Pandora, Ícaro y Prometeo”. Pelaires. Palma.[2]
- 1999: “Tres mitos”. Bennassar. Pollensa. Mallorca. “Las sirenas que provocaron a Ulises”. Tiempos Modernos. Madrid.[2]
- 2001: “Once Sísifos y algunos suplentes”. Pelaires. Palma.[2]
- 2002: “Narciso: El espejo de mi soledad”. Belarde. Madrid.[2][1]
- 2003: “Nuevos mitos viejos”. Antonio Machado. Leganés. Madrid.[2] “Y Dios creó… la manzana”. Tiempos Modernos. Madrid.[2]
- 2004: “Nuevos mitos viejos”. Dasto. Oviedo.[2]
- 2005: “Mitos”. Ángeles Baños. Badajoz.[2] “Esculturas:1995-2005”. Bores y Mallo. Cáceres.[2]
- 2006: “Nuovi miti vecchi”. Instituto Cervantes. Roma. Italia.[2][1]

### Exposicions col·lectives
- 1984."Madrid, Madrid, Madrid", Centro Cultural de la Villa, Madrid[1]
- 1985.ARCO 85, Madrid (amb la Galería Gamarra y Garrigues)[1]
- 1986.ARCO 86, Madrid (amb la Galería Gamarra y Garrigues)[1] Premi d'Escultura Villa de Madrid, Madrid[1]
- 1988.Galería Lluc-Fluxa, Palma, Mallorca[1]
- 1990.Galería Trazos, Santander, Cantabria[1]
- 1991.Lineart, Gante, Bèlgica (con la Nine Arts Gallery)[1]
- 1992.NICAF, Yokohama i Tokio, Japó (con la Galería Kuranuki)[1] XVII Bienal d'Alexandría, Egipte[1]
- 1993.Galería Kuranuki, Osaka, Japón[1] Tiempo modernos, Madrid[1]
- 1994.Galería Pilar Parra, Madrid[1]
- 2007."Entre Arte II", Centro Cultural Cajastur Palacio de Revillagigedo, Gijón[1]

### Obres Públiques
- “Afrodita II”, 1996, Plaça de la Paz, Oviedo.[1][2]
- “Ícaro”, sense data, Elgóibar, Guipúzcoa.[1][2]
- “Afrodita para Críticos”. Hotel Alfonso V. León.
- “Siempre hay tiempo para volar”. C. Capuxí. Mallorca.
- “Monumento a la Concordia”, 1997, Plaça del Carbayón, Oviedo.[1][2]
- “El regreso de Ícaro con su ala de surf”, 1999, Port d'Alacant.[1][2]
- “El espejo de mi soledad”. Teatro Alcázar. Madrid.[2]
- “Homenaje al movimiento ciudadano”. Leganés. Madrid.[2]
- “Los Cuatro Elementos”. La Lastra. León.[2]

### Obra en museus i col·leccions públiques
- Colección Pérez Simón. México.[2]
- Colección Comunidad de Madrid.[2]
- Fundación BBVA. Madrid.[2]
- Fundación Jiménez-Arellano. Valladolid.[2]
- MNCARS. Madrid.[2]
- Museo Arte Contemporáneo. Las Palmas. Gran Canaria.[2]
- Museo de Arte Contemporáneo. Salamanca.[2]
- Museo Municipal de Arte Contemporáneo. Madrid.[2]
- Museo Municipal. Valdepeñas. Ciudad Real.[2]
- Museo de Escultura. Leganés. Madrid.[2]
- “Sísifo con muletas”, sense data, Museo de Cáceres.[1][2]
- “Devolución de Prometeos a su lugar de origen: un viaje de trashumancia”, 2009, Biblioteca Pública José Hierro, Usera.[1]